# 佐藤正能
佐藤 正能（さとう まさよし、1901年（明治34年）5月10日 - 1979年（昭和54年）11月14日）は、日本の教育者、ドイツ法学者、横浜国立大学教授、財団法人荘内館理事。栄典は、正四位・勲三等旭日中綬章。

## 略歴
- 1901年（明治34年）5月10日 - 教育者・佐藤雄能の長男として山形県東田川郡山添村下山添（現・鶴岡市下山添）に生まれる。
- 1914年（大正3年） - 荘内中学校（現・山形県立鶴岡南高等学校）入学
- 1915年（大正4年） - 仙台第二中学校（現・宮城県仙台第二高等学校）に転校
- 1925年（大正14年） - 東京帝国大学法学部独法科卒業
  - 文部省学務課勤務
- 1929年（昭和4年） - 広島高等工業学校教授
- 横浜高等工業学校教授
- 1939年（昭和14年） - （財）荘内館（現・（財）やまがた育英会・駒込学生会館）の初代監督である父が死去したため、引き継いで理事と第2代監督に就任。
- 1956年（昭和31年） - （財）荘内館本館 増築工事完了
  - （財）荘内館創立60周年記念祝賀会に出席。
- 横浜国立大学教授
- 1967年（昭和42年） - 同教授定年退職
- 明星大学ドイツ語講師
- 1972年（昭和47年） - 同監督を退任する。
- 1977年（昭和47年）5月2日 - 勲三等旭日中綬章 叙勲
- 1979年（昭和54年）11月14日 - 死去。正四位 叙位。 鶴岡市下山添の神徒墓地に墓がある。

没後
- 2008年（平成20年）4月20日 - 駒込学生会館（旧荘内館）の1階ホールで正能・銅像（白幡正史：作）の除幕式が行われる。

## 著作物

### 著書
- 1961年（昭和36年） - 『その折々』 佐藤正能先生還暦記念会
- 1967年（昭和42年） - 『旦暮雑唱』 荘内舘創立70周年記念事業実行委
- 1973年（昭和48年） - 『素吟片々』
- 1978年（昭和53年） - 『過ぎゆきの賦』 北島印刷
- 1980年（昭和55年） - 『林間寸草』 相模原市、佐藤正忠

### 共著
- 1955年（昭和30年） - 『歌集　渦』角利一、酒井忠明（共著者） 歌集渦刊行会

### 著名な歌
- 「聞きたきは　抱負にあらず　国政の　重きを畏る　一言なるを」

※この歌は佐高信が自著で取り上げた事で有名になった。

## 家族親族
- 祖父：辻新右衛門 - 庄内藩士
- 祖父：佐藤正孝 - 神主
- 父：佐藤雄能 - 教育者、鉄道省事務官
- 叔父：石井武膳 - 庄内藩士、大泉藩権少参事
- 弟：佐藤正己 - 植物学者、理学博士、茨城大学名誉教授